# Morze Archipelagowe
Morze Archipelagowe (fiń. Saaristomeri, szw. Skärgårdshave) – akwen między wybrzeżem Finlandii i Wyspami Alandzkimi, część Morza Bałtyckiego.

## Charakterystyka
Jest to morze międzywyspowe, wpisane w terytorialny trójkąt, którego skrajne wierzchołki to miasta Maarianhamina, Uusikaupunki i Hanko. Liczba wysp archipelagu jest trudna do oszacowania, ponieważ duża część ich to małe kamienne wysepki. Ocenia się jednak, że jest ich około 40 000. Największą z nich jest Fasta Åland. Przy wyspie znajduje się zatoka Lumparn, która jest kraterem uderzeniowym i jednocześnie obszarem o średnicy mniej więcej 9 km, gdzie nie występują praktycznie wyspy.
Archipelag można podzielić na wewnętrzny i zewnętrzny, którego zewnętrzna część składa się z mniejszych, głównie niezamieszkanych wysp. Całkowita jego powierzchnia to 8300 km², z czego 2000 km² stanowi ląd.